# TightVNC
在電腦運算領域中，TightVNC是一个跨平台自由和开放源码远程桌面软件应用程序。由Constantin Kaplinsky开发，采用擴展RFB协议的虚拟网络计算（Virtual Network Computing，VNC）程序應用軟件，用於以允许终端用户可以遠端控制另一台電腦上的屏幕。

## 编码
TightVNC使用了所谓｢緊湊編碼领域｣（tight encoding）的技術，其改善低带宽连接時的性能。 它有效使用JPEG和zlib的聯合壓縮机制。通过TightVNC宽带连接，能够观看视频和影片以及玩DirectX的游戏，尽管是在较低的框率，使成為可能。TightVNC包括其他许多常见的VNC程序的衍生物的特點，如文件传输能力。

## 兼容性
TightVNC實現支持跨平台与其他不同一個平台的客户端和服务器軟體，然緊縮編碼技術（tight encoding）是在大多數的其他實現的軟體中並不支援，因此有必要使用TightVNC的功能在用戶端和伺服器端两端获得充分利用其此項增强擴充功能。其中显着增强的功能項目有文件传输和支持Windows DFMirage镜像驱动軟體應用程序以用於检测顯示器屏幕螢幕更新，節省下CPU时间和增加的此應用軟件TightVNC的性能表現，與能够放大縮小影像圖像和在Unix的自动SSH隧道技術支持。于2.0測試版起，TightVNC支持自动縮放技術，自動重新调整的用戶端的程序視窗窗口到远程用户桌面的尺寸，无论主控端的屏幕解析度設置。

## 派生软件

### RemoteVNC
RemoteVNC是從TightVNC此軟體分岔的項目，并增加了自动穿越NAT和防火墙，使用Jingle技術.

### TightVNC Portable Edition
开发人员也製造了一个便携版本的软件，可作为U3或是独立下载。

### TurboVNC
TurboVNC是基於TightVNC此軟件1.3.x、xf4vnc、X.org和TigerVNC的代码基礎，包括众多的性能增强以及设有针对3D和视频的工作负荷。

### TigerVNC
TigerVNC在2009年成為TightVNC的分岔項目。

## 参看
- 比较遠端桌面操控操作软件（英语：Comparison_of_remote_desktop_software）
- RFB协议（英语：RFB protocol）